# Enson Inoue
Enson Inoue (en japonais エンセン井上), né le 15 avril 1967, est un pratiquant américain d'origine japonaise d'arts martiaux mixtes (MMA).

## Biographie
Il a un palmarès professionnel en combat libre de 11-8-0 au 6 avril 2004, date de son dernier combat. Il est le frère de Egan Inoue, un combattant également reconnu.
Il a développé son propre système de combat, l'Inoue Grappling, un art martial mixte, basé sur le jiu-jitsu brésilien et incorporant quelques éléments venant de la boxe et de la lutte.